# 3220 Murayama
3220 Murayama eller 1951 WF är en asteroid i huvudbältet, som upptäcktes den 22 november 1951 av den franska astronomen Marguerite Laugier i Nice. Den har fått sitt namn efter den japanske astronomen Sadao Murayama.
Asteroiden har en diameter på ungefär 5 kilometer.